# Adorfium
Das Adorfium ist eine regional verwendete stratigraphische Bezeichnung für die unterste Stufe des Oberdevons im Rheinischen Schiefergebirge. Sie ist nach dem Ort Adorf im Sauerland benannt, ein prägender Fundort ist die Martenberg-Klippe. Das Adorf umfasst das Frasnium und das basale Famennium der internationalen Devongliederung.